# 四つ玉
四つ玉（よつだま）とは、奇術の演目であり、ステージマジックの一つ。ビリヤードボールと呼ばれることもある。

## 概要
直径3～5cm程度の玉が、演者の動きにあわせて、出現・消失・分裂・増減・移動・貫通・カラーチェンジ（色の変化）などの現象を繰り返すという奇術である。
最終的に5本の指の間の4箇所の空間にひとつずつ、計4つまで玉を増加させることが多く、それ故四つ玉と呼ばれる。
ただし両手を使って玉を8つまで増やす場合もあり、そのような場合は八つ玉と呼ばれることもある。
使われる玉の色は赤や白が多い。1920年代頃のアメリカでは赤いボールが使われるのが暗黙の了解であったが、石田天海は渡米した際に「白いボールの方がより大きく見える」として白いボールで演技を行って話題となった。
この奇術は当初、カップ・アンド・ボールから発展、独立したもので、1875年にフランスの奇術師ドコルタによって三つの玉で行うものが考案された。その後、シカゴの手品販売業者のオーガスト・ローターバーグから「Exelsior Billard Ball Trick」というタイトルで発売されたので「シカゴの四つ玉」と呼ばれることもある。ドコルタが考案した当初は分裂した2つの玉を離して示すことができなかったが、ローターバーグによってその点が改良され、多くの奇術師が自分なりの手順を工夫するようになった。
ドコルタが考案した古いタイプのビリヤードボールを演じ続けた人物にT・ネルソン・ダウンスがいる。
ダンテは一つのボールを突然4つに増やすという四つ玉のマニピュレーションを呼び物の一つにし、カーディニは実際のビリヤードのボールに近い、大きいサイズのボールとカラーボールを使用し、四つ玉に新たな可能性をもたらした。
日本で初めて演じたのは松旭斎天勝で、1905年4月にアメリカの巡業から帰国したときにお土産として持ち帰り、「奇玉の現消」として披露した。